# Оппін
Оппін (англ. Oppin — село в Німеччині, у землі Саксонія-Ангальт. Входить в склад міста Ландсберг району Зале.
До 2010 року Оппін мав статус громади. Підпорядковувалася управлінню Естліхер Залькрайс. Населення становило 1551 осіб (на 31 грудня 2006 року). Займало площу 15,74 км². 1 січня 2010 року село Оппін увійшло до складу міста Ландсберг.